# Koroit
Koroit ist der Name eines Opalfelds in Queensland, das etwa 85 Kilometer von Cunnamulla entfernt ist.
Koroit-Opale wurden 1897 abseits von Yowah entdeckt und ein kleines Unternehmen begann mit der Suche nach Opalen. Diese Firma ging ein, aber sie wurde von der Scottish And Australian Opal Mines übernommen. Dieses Unternehmen begann mit dem Bergbau im Mai 1903. 150 Schächte und 460 Meter lange Stollen wurden gegraben und Matrix- und Boulderopale gefunden. Allerdings fielen in dieser Zeit die Opalpreise, weil es ein Überangebot von Opalen aus White Cliffs gab, und der Abbau wurde eingestellt.
1907 wurde in diesem Opalgebiet ein rundgeformter 15 cm großer Opal von einem einzelnen Arbeiter gefunden, einer der größten Opale, die je gefunden wurden. Deshalb erhielt er den Namen Great Australian.
1925 gab es mehrere Versuche wieder Opale zu finden, diese blieben allerdings ohne Erfolg. In den 1970er Jahren, als die Opalpreise anstiegen, entwickelte das Opalfeld von Koroit eine neue Blüte. Koroit-Opale erfreuen sich heute wieder großer Nachfrage.